# Feriados na Iugoslávia

Bandeira da Iugoslávia (1946–1992)

Durante a existência da Iugoslávia, vários feriados públicos eram celebrados em todo o país ou em algumas partes dele. As mudanças mais significativas no calendário oficial ocorreram após a Segunda Guerra Mundial na Iugoslávia, quando o Reino da Iugoslávia, que existia antes da guerra, foi sucedido pela nova República Socialista Federativa da Iugoslávia.

## Reino da Iugoslávia
- 1 de dezembro - Dia da Unificação
- Várias datas - Aniversário do Rei

## República Socialista Federativa da Iugoslávia

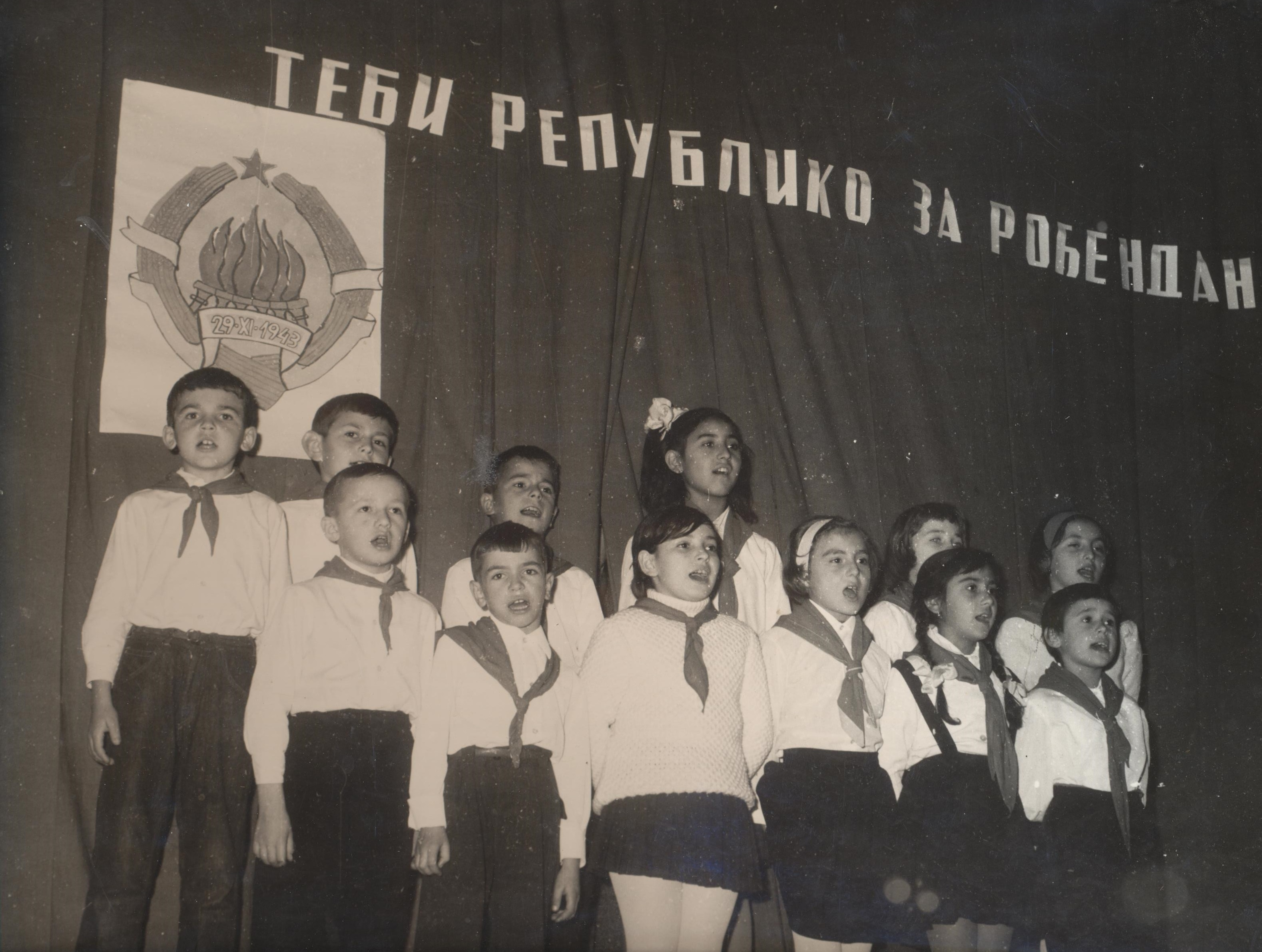
Crianças celebram o Dia da República em 1963, em Pirot, Sérvia

Fonte: 

### Feriados Federais
- 1–2 de janeiro – Dia de Ano Novo [2]
- 1–2 de maio – Dia do Trabalhador [2]
- 9 de maio – Dia da Vitória [3]
- 25 de maio – Dia da Juventude [4] [5]
- 4 de julho – Dia do Combatente[3]
- 29 de novembro – Dia da República [6] [7]

### Feriados das Repúblicas
- 27 de abril – Dia da Frente de Libertação, que passou a se chamar Dia da Resistência Contra o Ocupante (República Socialista da Eslovênia) [8]
- 7 de julho – Dia da Revolta do Povo da Sérvia (República Socialista da Sérvia) [9]
- 13 de julho – Dia da Revolta do Povo de Montenegro (República Socialista de Montenegro) [10] [11]
- 22 de julho – Dia da Revolta do Povo da Eslovênia (República Socialista da Eslovênia) [12]
- 27 de julho – Dia da Revolta do Povo da Croácia e Dia da Revolta do Povo da Bósnia e Herzegovina (República Socialista da Croácia e República Socialista da Bósnia e Herzegovina)
- 2 de agosto – Primeira sessão da ASNOM (República Socialista da Macedônia)
- 11 de outubro – Dia da Revolta do Povo da Macedônia (República Socialista da Macedônia)
- 1 de novembro – Dia de Todos os Santos, renomeado Dia dos Mortos (República Socialista da Eslovênia)
- 25 de novembro – Primeira sessão da ZAVNOBiH (República Socialista da Bósnia e Herzegovina)

### Outros
- 7 de março – Dia do Corpo de Engenharia do Exército Popular Iugoslavo
- 8 de março – Dia Internacional da Mulher
- 23 de março – Dia Mundial da Meteorologia
- 1 de abril – Dia das Ações de Trabalho Juvenil
- 7 de abril – Dia Internacional da Saúde
- 15 de abril – Dia dos Ferroviários
- 8 de maio – Dia Internacional da Cruz Vermelha
- 13 de maio – Dia do Serviço de Segurança do Estado
- 15 de maio – Dia da Vitória na Iugoslávia
- 21 de maio – Dia da Força Aérea de Guerra da Iugoslávia
- 25 de maio – Aniversário do Marechal Tito
- 16 de julho – Dia dos Tanquistas do Exército Popular Iugoslavo
- 15 de agosto – Dia dos Guardas de Fronteira do Exército Popular Iugoslavo
- 9 de setembro – Dia da Revolta na Ístria e no Litoral Esloveno
- 10 de setembro – Dia da Marinha Iugoslava
- 15 de setembro – Dia das Unidades de Cavalaria do Exército Popular Iugoslavo
- 28 de setembro – Dia Internacional dos Surdos
- 2 de outubro – Dia Internacional da Paz
- 7 de outubro – Dia da Artilharia do Exército Popular Iugoslavo
- 24 de outubro – Dia das Nações Unidas
- 31 de outubro – Dia Mundial da Poupança
- 7 de novembro – Dia da Revolução de Outubro
- 10 de novembro – Dia Mundial da Juventude
- 10 de dezembro – Dia dos Direitos Humanos
- 22 de dezembro – Dia do Exército Popular Iugoslavo

Além dessas datas comemorativas, também eram celebrados feriados municipais e urbanos (geralmente no dia em que os partisans libertaram determinada cidade durante a Segunda Guerra Mundial), bem como feriados de várias organizações sociais e econômicas. 